# 1183

## Догађаји
- Википедија:Непознат датум — септембар – Битка под гором Тавор
- Википедија:Непознат датум — новембар-децембар – Опсада Керака се води између Ајубида и крсташа, у којој регент Ги од Лузињана одбија да се бори.

- Андроник I Комнин постаје византијски цар. Алексије II Комнин је убијен, након трогодишње владавине у Цариграду. Андроник I, 64 године, проглашен је царем Византијског царства пред гомилом на тераси Цркве Христа на Халки. Жени се Алексијевом удовицом, једанаестогодишњом Агнесом Француском.
- Новембар – Андроник I Комнин склапа споразум са Венецијом, у којем обећава годишњу одштету као надокнаду за млетачке губитке, током масакра Латина.
- 25. јун – Потписан је Констанцки мир између Фридриха Барбаросе и Ломбардијске лиге, чиме је створена правна основа за аутономију италијанских градских република.
- Трогодишњи цар Го-Тоба ступа на престо Јапана, након присилне абдикације свог брата, цара Антокуа, током Генпеј рата.
- 14. август – Таира но Мунемори и клан Таира узимају младог цара Антокуа и три света блага и беже у западни Јапан како би избегли прогон клана Минамото.
- Рене од Шатијона има најмање пет бродова натоварених преко Суецке превлаке, које затим користи за пљачкање обала Црвеног мора око Џеде.
- Вилијам од Тира је екскомунициран од стране новоименованог Ираклија из Јерусалима, чиме је чврсто окончана њихова борба за власт.
- Саладин осваја Сирију и постаје султан.

## Смрти
- Алексије II Комнин
- Андроник Контостефан

- Јован Комнин Ватац

- Отон I, војвода Баварске

- Петар I Куртене

- Рајнер од Монферата

### Јун
- 11. јун — Хенри Млади Краљ, енглески краљевић